# Pannonica
Pannonica è uno standard jazz composto da Thelonious Monk nel 1956.
Il titolo della composizione è un omaggio alla contessa Pannonica de Koenigswarter, amica e mecenate di Monk.

## Il brano
Si tratta di una ballata pianistica tra le più popolari di Monk, composta circa nell'estate 1956. La traccia venne incisa il 9 ottobre 1956 per essere inclusa nell'album Brilliant Corners. Diventato uno dei brani più conosciuti dell'autore, Pannonica apparve nella colonna sonora del film Les Liaisons dangereuses 1960, e successivamente fu riproposta in molte versioni differenti in numerosi album dello stesso Monk, quali Thelonious Alone in San Francisco, Monk in Tokyo, Monk, ed altri. Jon Hendricks scrisse un testo per il pezzo e lo intitolò Little Butterfly. Questa versione fu incisa da Carmen McRae per l'album Carmen Sings Monk.

## Formazione
- Thelonious Monk: pianoforte